# Birte Weiss
Pour les articles homonymes, voir Weiss.
Birte Weiss, née le 1er mai 1941 à Frederiksberg (Danemark), est une femme politique danoise membre des Sociaux-démocrates, ancienne ministre et ancienne députée au Parlement (le Folketing). 